# Astečko-tanoanski jezici
Aztec-Tanoan.- 'phylum' ili Velika porodica sjevernoameričkih indijanskih jezika rasipanih od jugoistonnog Oregona i Idaha na jug kroz američki Zapad pa preko Meksika i po manjim enklavama sve do u Panamu. Obuhvaća porodice Juto-Asteci i Kiowa-Tanoan. Prije se za dio ovog phyluma smatrala i porodica Zunian, što više nije priznato. Kiowa i Tanoan Indijanci drže se daljnjim srodnicima Šošona i preko njih, imajući to u vidu, i grupama meksičkih Nahua, kao i njihovim enklavama po nekim srednjoameričkim državama. 
Aztec-Tanoan govornici smatraju ase potomcima kulture Cochise. Najsjeverniji pripadnici over Velike porodice su skupine Sjevernih Pajuta, Bannocka i Lemhi Šošona, dok ih na jugu među najjužnijima zastupaju Indijanci Alaguilac iz Gvatemale, Pipili iz Gvatemale, Salvadora i Hondurasa, Bagaces ili Bagaz i Desaguadero iz Kostarike, Nahuatlate i Nicarao iz Nikaragve, te mogući najjužniji članovi bi moglo biti pleme Sigua iz Paname, koji neki zbog lokacije pokušavaju pripisati tamošnjim lokalnim skupinama. Ovako južna prisutnost Nahua govornika mogla bi se povezivati tek uz ekspanziju Asteka.